# Bjarneyjar
Bjarneyjar är öar i republiken Island.   De ligger i regionen Västfjordarna, i den västra delen av landet, 130 km norr om huvudstaden Reykjavík.